# Clarence Holbrook Carter

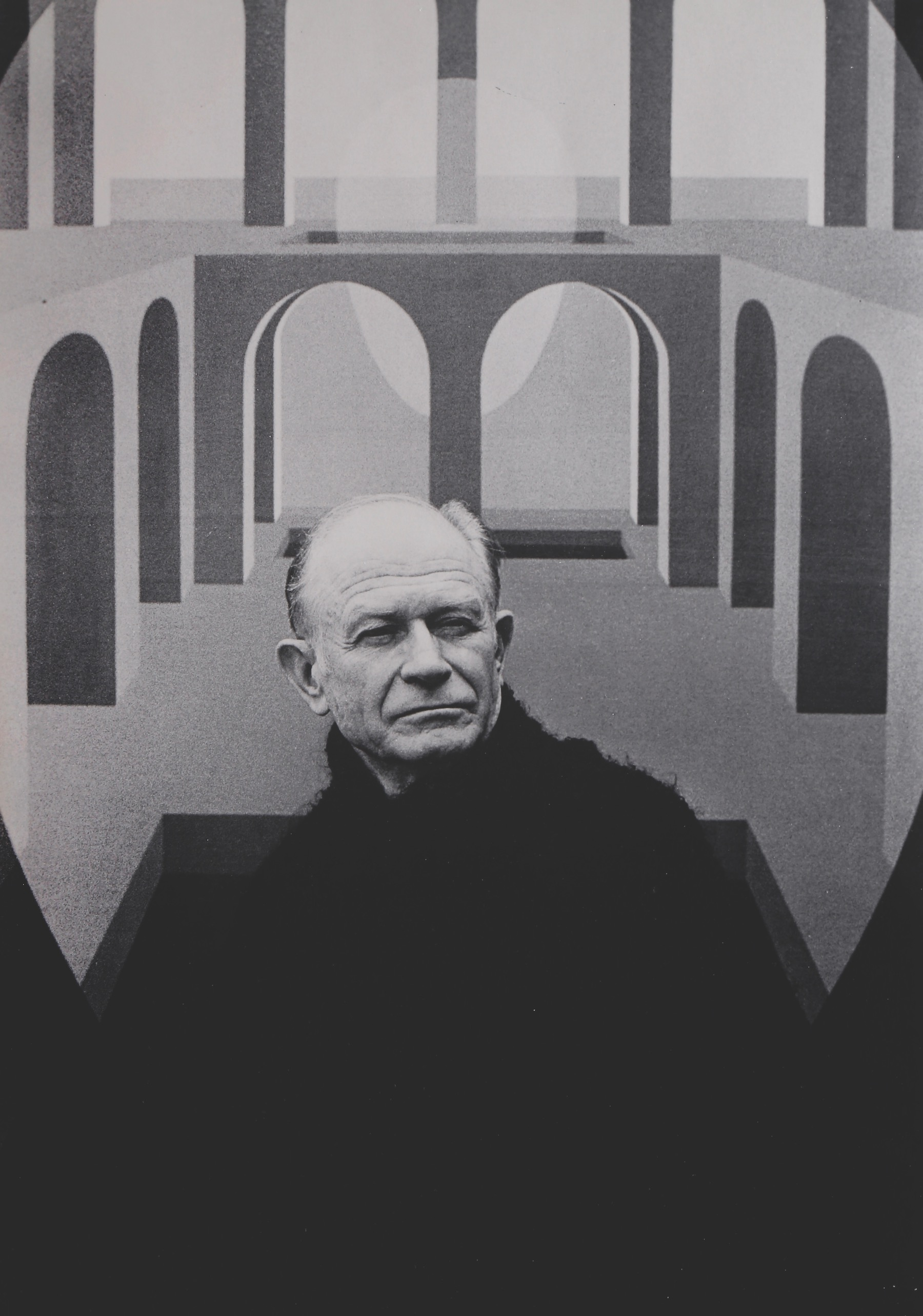
Clarence Holbrook Carter

Clarence Holbrook Carter (* 26. März 1904 in Portsmouth, Ohio; † 4. Juni 2000 in Holland Township, New Jersey) war ein US-amerikanischer Maler. Zunächst wurde er für seine Wandmalereien mit amerikanischen Szenen bekannt, später dann für seine surrealistisch-symbolhaften Bildwelten.

## Leben
Clarence Holbrook Carter studierte von 1923 bis 1927 an der Cleveland School of Art bei Henry Keller und Paul Travis. Ein Preis bei der May Show ermöglichte ihm ein Studienjahr in Europa, unter anderem bei Hans Hofmann in Capri. Nach seiner Rückkehr nach Cleveland unterrichtete er von 1930 bis 1937 im Cleveland Museum of Art. Anschließend war er von 1937 bis 1938 Regionalleiter für das Works Progress Administration Art Project in Nordost-Ohio, bevor er von 1938 bis 1944 an der Carnegie Institute of Technology in Pittsburgh lehrte. Danach arbeitete er als freischaffender Werbe- und Magazin-Künstler, bevor er ab 1961 als Artist-in-Residence am Lafayette College tätig war.

## Werk
In den 1930er- und 1940er-Jahren malte Clarence Holbrook Carter realistische Szenen des ländlichen Amerikas, die oft eine Stimmung von Einsamkeit und der Großen Depression vermittelten. Sein technisch sorgfältiger, konturierter Stil brachte ihm früh Anerkennung und Käufe durch Museen ein. Nach dem Zweiten Weltkrieg wandte er sich kommerziellen Arbeiten zu, etwa Auftragsarbeiten für Magazine und Banken, ohne jedoch seinen persönlichen Stil aufzugeben. Ab den 1960er Jahren veränderte sich sein Stil in Richtung Symbolik und Surrealismus. In der Serie Over and Above erscheinen überlebensgroße Tiere, die den Betrachter über Mauern hinweg beobachten. Später entstand die Serie Transections mit architektonischen Räumen und schwebenden ovalen Formen, die für menschliche Köpfe stehen. In seiner abschließenden Eschatos-Serie treten diese Ovoide in mystischen Landschaften auf und symbolisieren auf metaphysische Weise Leben, Tod und spirituelle Reise.
Seine Werke befinden sich in zahlreichen bedeutenden US-Museen, darunter dem Museum of Modern Art, dem Metropolitan Museum of Art, dem Cleveland Museum of Art, dem Smithsonian American Art Museum, dem Whitney Museum of American Art und dem Art Institute of Chicago.